# Ciruelar Aquiche
Ciruelar Aquiche är en ort i Mexiko.   Den ligger i kommunen Tantoyuca och delstaten Veracruz, i den sydöstra delen av landet, 230 km norr om huvudstaden Mexico City. Ciruelar Aquiche ligger 167 meter över havet och antalet invånare är 805.
Terrängen runt Ciruelar Aquiche är huvudsakligen platt. Ciruelar Aquiche ligger uppe på en höjd. Runt Ciruelar Aquiche är det ganska tätbefolkat, med 72 invånare per kvadratkilometer. Närmaste större samhälle är Tantoyuca, 10,9 km sydost om Ciruelar Aquiche. Trakten runt Ciruelar Aquiche består till största delen av jordbruksmark.